# 마르틴 마사
페드로 빈센테 에스케르도 이 로페 데 카스트로(스페인어: Pedro Vicente Esquerdo y Lope de Castro, 1978년 10월 15일 ~ )는 예명 마르틴 마사(Martín Mazza)로 잘 알려진 스페인의 포르노 배우, 모델, 기업인으로, 주로 게이 분야에서 활동한다.